# Maxera euryptera
Maxera euryptera är en fjärilsart som beskrevs av George Francis Hampson 1926. Maxera euryptera ingår i släktet Maxera och familjen nattflyn. Inga underarter finns listade i Catalogue of Life.